# Noyant-et-Aconin
Noyant-et-Aconin – miejscowość i gmina we Francji, w regionie Hauts-de-France, w departamencie Aisne.
Według danych na styczeń 2014 roku gminę zamieszkiwało 505 osób, a gęstość zaludnienia wynosiła 110,3 osób/km².